# Rhodochlora brunneipalpis
Rhodochlora brunneipalpis es una especie de polilla de la familia Geometridae. La especie fue descrita por primera vez por William Warren habiendo sido descrita en 1894, con distribución en Guayana. El sintipo de la especie fue descrita en los alrededores del Río Demerara.